# Iris (Île-du-Prince-Édouard)
Pour les articles homonymes, voir Iris.
Iris est une communauté dans le comté de Queens, comté de Kings de l'Île-du-Prince-Édouard, Canada, à l'ouest de Murray River.